# Christoph Pyl
Christoph Pyl (* 12. Oktober 1678 in Greifswald; † 20. September 1739 in Stralsund) war ein deutscher Pädagoge und Historiker.

## Leben und Leistungen
Christoph Pyl war der Sohn von Theodor Pyl (1647–1723), eines an der Greifswalder Nikolaikirche tätigen Pfarrers und späteren Professors an der Universität Greifswald. Er entstammte einer erstmals 1410 bezeugten Patrizierfamilie aus Stralsund.
Christoph Pyl studierte zunächst an der Universität Greifswald Theologie und Geschichte. Ab 1702 widmete er sich an der Universität Kiel dem Studium der Mathematik und Naturwissenschaften. Hier gab er seine ersten wissenschaftlichen Schriften heraus, die die Astronomie sowie die Mineralwasser Schwalbachs und Pyrmonts behandelten. 1704 studierte er an der Universität Rostock an der Seite seines Bruders Gottfried Pyl. Er promovierte 1705 zum Magister und habilitierte sich 1706 an der philosophischen Fakultät der Greifswalder Universität mit einer Schrift de atmosphaera lunari (Über die Mondatmosphäre).
Von 1708 bis 1720 war er als Rektor an der Anklamer Schule tätig. Er verfasste zwischen 1712 und 1720 die Schulprogramme, in denen er sich oft auf die Rettung Anklams 1713 bezog. Von 1720 bis 1723 war er als Rektor in Stettin tätig, bevor er 1723 nach Stralsund an das im Katharinenkloster untergebrachte Sundische Gymnasium als Rektor ging. Hier wirkte er bis zu seinem Tod im Jahr 1739. Er veröffentlichte unter anderem einige Schriften zur Geschichte Pommerns in lateinischer Sprache.

## Schriften (Auswahl)
- Jubel-Schrift zu Augsburgischen Confession. 1730.
- Von der Nutzbarkeit der auf der Bühne zu haltenden Redeübungen. 1736.